# Octopoma
Octopoma là chi thực vật có hoa trong họ Aizoaceae.